# Moblogging

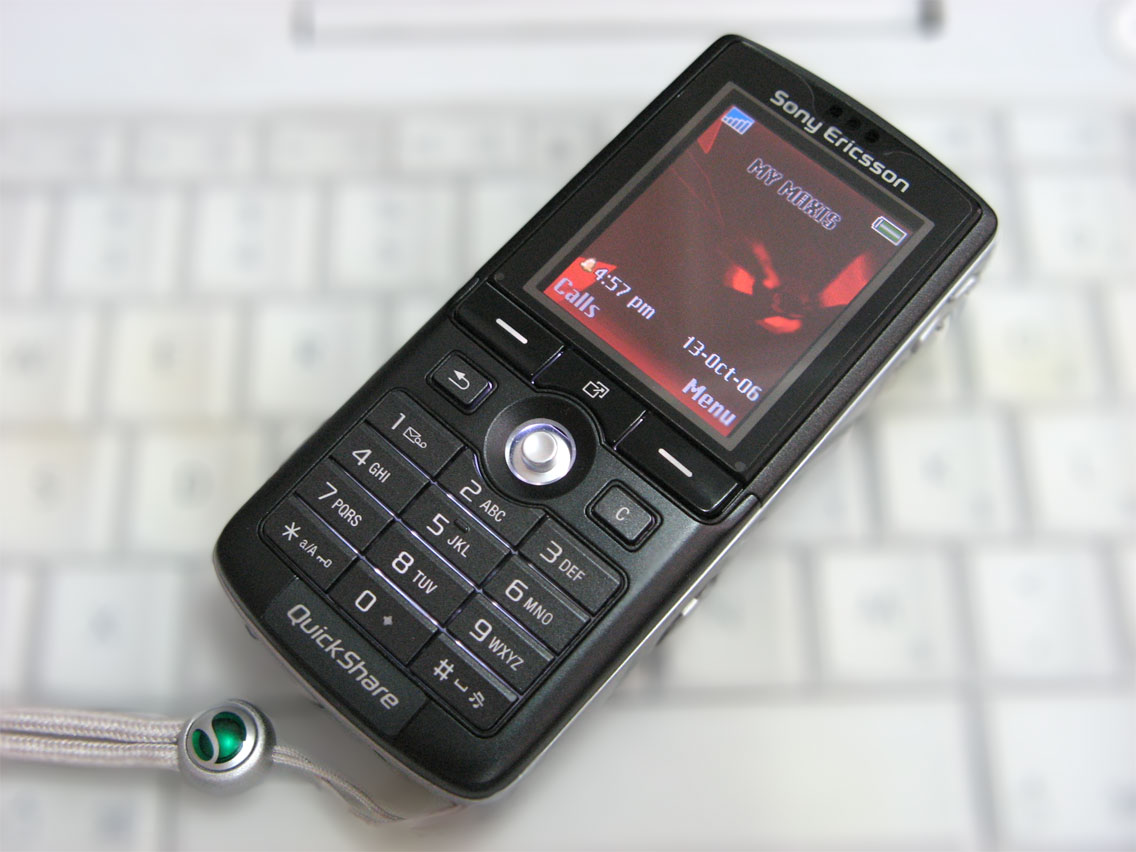
Sony Ericsson K750i användes ofta till moblogging, tack vare dess för tidsepokens bra kamerakvalitet och enkel nätverksåtkomst.

Moblogging är en metod att uppdatera en blogg (en mobilblogg eller moblog) via mobiltelefon som framför allt användes innan smartmobilernas lansering. Moblogging skiljer sig således från vanlig bloggning genom att det är mobiltelefonen, som används för publicering av blogginlägg, medan användaren är ute och rör sig under dagen. Moblogging hör starkt ihop med början av 2000-talet, då kameratelefoner blev allt vanligare, och via 2G eller Edge kunde användas för skicka bilderna eller sina tankar till bloggar på sidor som exempelvis Myspace, Blogger och Blogspot, men många olika plattformar fanns. I Sverige fanns till exempel Bilddagboken, Playahead och Lunarstorm. Vissa hemplatser hade möjligheten att ladda upp bilder genom e-post eller mms från telefonen. Det väsentliga är att mobiltelefonen har kapacitet till datakommuikation.
Telefonerna som användes under denna era var Sony Ericsson K750, och K800, Nokia N73, Motorola Razr V3 med flera.
Ofta användes möjligheter att lägga bilder i album, eller skriva taggar (beskrivningsord eller märkspråk) för att sortera och göra bilderna sökbara. Dessa album kan vara öppna för alla med samma intresse att bidra med bilder till. Med andra ord en manuell version av dagens sökalgoritmer på populära sociala medier.
Moblogging har funnits i olika former sedan 2002, och blev sedermera i samband med den ökande försäljningen av kameramobiler samt förbättrade möjligheter till datakommunikation från mobiltelefoner och utomhus allt vanligare. I samband med smartmobilernas lansering och nätverket 3G blev termen moblogging obskyr, eftersom det nu var så pass vanligt förekommande och enkelt att uppdatera en blogg från mobilen.